# Jean Froissart
Jean Froissart (angolul: John Froissart), (1337 körül – 1404 körül) középkori francia történetíró. Fő művében, a franciául írt Krónikában elsősorban a százéves háború előzményeit és főbb eseményeit ismerteti. Másik ránk maradt műve a Krónika III. kötetében is emlegetett Méliador című dalgyűjtemény, melybe az általa szerzett, virelai-nak nevezett refrénes táncdalokat gyűjtötte össze.

## Élete
Életéről viszonylag keveset tudunk. Ő maga így vall magáról, és műve írásainak fázisairól: 
Én, Jean Froissart, Hainaut-i grófságból és Valenciennes város népéből származó pap és jelenleg Chimay kincstárnoka és kanonokja, aki valaha belefogtam a nemes és magasztos történések, a mind Franciaországban és Angliában, mind az egyebütt folyó háborúk során véghez vitt nagy haditettek prózában való elbeszélésébe és könyvvé szerkesztésébe, ím, most elhatároztam, hogy írásba foglalom azokat a nagy hányattatásokat és sorscsapásokat, amelyek Flandriát sújtották a gentiek szembeszegülése miatt. Nagy bajoknak volt ez szülője, mint ezt majd elolvashatják kegyelmetek történetemben, amely az Úr 1378. évében veszi kezdetét.
Apja címerfestő volt, maga pedig kereskedői pályára lépett. 24 évesen klerikus lett, és IV. Károly német-római császár ajánlólevelének köszönhetően Hainut-i Filippának, III. Eduárd angol király feleségének lett udvari költője és udvari történetírója 1361 és 1369 között.
Sokat utazott, bejárta Angliát, Skóciát, Wales-t, Flandriát és Hispániát, hogy forrásokat gyűjtsön készülő történeti művéhez. Részt vett Milánóban Gian Galeazzo Visconti esküvőjén, ahol találkozott Chaucerrel és Petrarcával.
Filippa halála és Krónikája első könyvének publikálása után Brabant hercegnője, Johanna pártfogását élvezte. Művének elismeréseként kegydíjakat kapott, többek között Chimay kanonokságát, illetve Estinnes falu birtokát, melyekből finanszírozni tudta utazásait és forrásgyűjtését további munkájához. 1395-ben visszatért Angliába, ahol azonban elkeserítette a lovagság hanyatlása.
Valószínűleg Chimay-ben, a St. Monegunda templomban van eltemetve.

## Krónikája

### Szemlélete

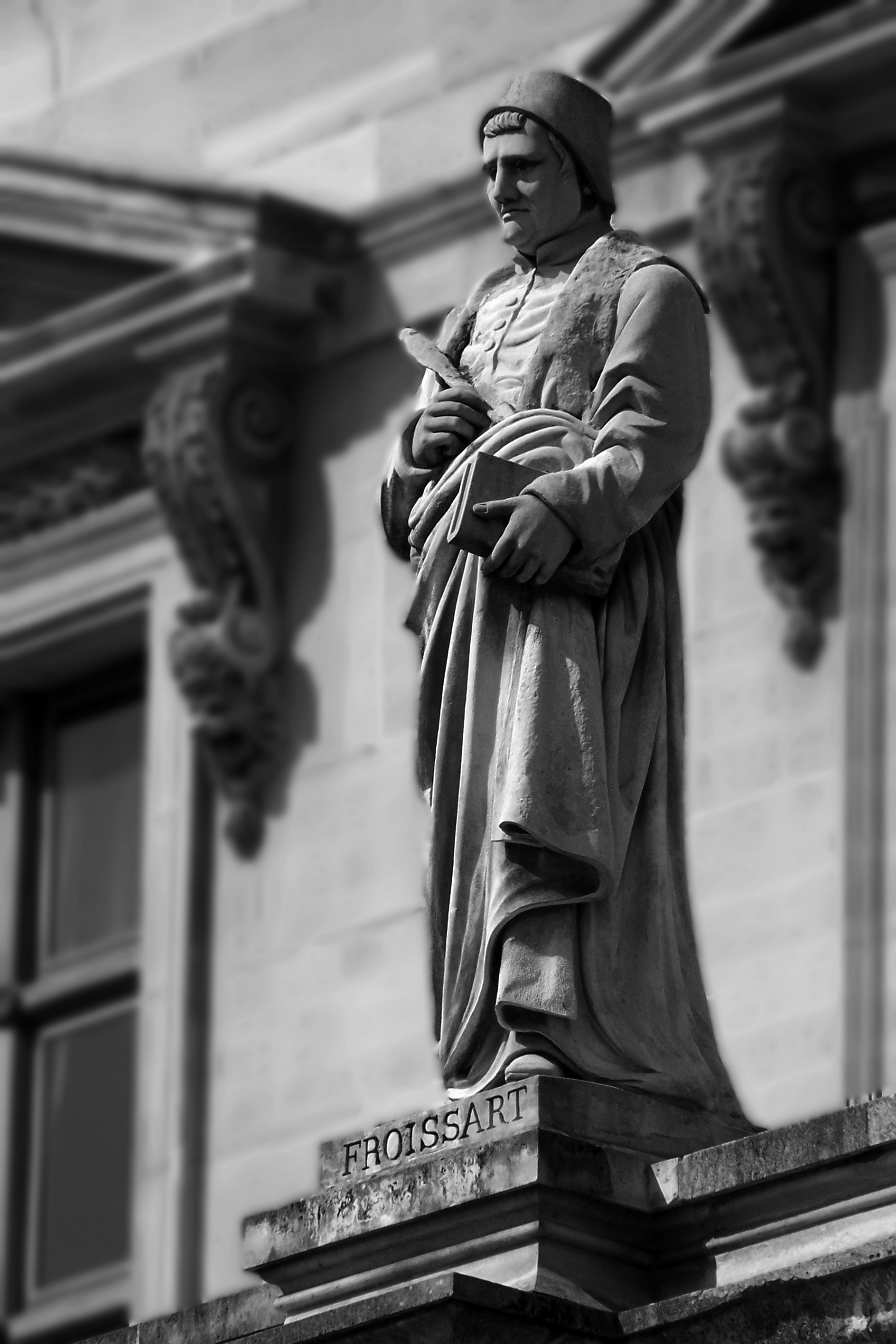
Froissart szobra Louvre homlokzatán

Művét több részletben, és Gui de Chatillon, Blois grófja kérésére írta meg. Legfontosabb forrása Jean Le Bel, a liege-i Szent Lambert kanonokának Igaz története volt, melyből helyenként szó szerint másol. Célja annak bemutatása, miképp és mely okból tört ki a háborúskodás Franciaország és Anglia királya között: „A célból, hogy a franciaországi és angliai háborúkban született vitéz fegyvertények méltó módon megörökíttessenek az emberi emlékezet számára, hogy a jók példát meríthessenek belőlük, nekikezdek írásba foglalni őket”.
Véleménye szerint a háború oka az volt, hogy III. Edward igényt támasztott a francia trónra. Szép Fülöpnek ugyanis három fia és egy lánya volt. A fiúk mind Franciaország királyai lettek, de utód nélkül haltak meg – Fülöp egyetlen leányának pedig Edward a fia. Franciaország 12 pairje azonban a Lex Salicára hivatkozva figyelmen kívül hagyta a leányági öröklést, és a trónt Valois Fülöpnek adták.
Ebből is látható módon, Froissart történetírói munkássága magán viseli a burgundi udvarban akkor újra felvirágzó lovagi szemléletet: teljesen figyelmen kívül hagyja, vagy elítéli a társadalmi változásokat, melyek a Százéves Háborúban végbementek. Elítéli a paraszti és városi mozgalmakat, John Ballt csak bolond kenti papként emlegeti. Az 1358-as Jacquerie kapcsán arról ír, hogy a parasztok azt hangoztatták, hogy „uraik hasonlóságára formált emberek, mégis állatokként kezelik őket. Ebből ők nem kérnek, nem szenvedhetik tovább, egyenlőek akarnak lenni.” és „Ha az Isten nem akadályozza meg, a gazság úgy elharapózik, hogy a bandák mind elpusztították volna a nemes vitézeket, utána a szentegyházat és minden gazdag embert a világban.”

### A Krónika szerkezete
A mű négy könyvből áll:
- I. könyv: 1322–1377 közötti évek eseményei
- II. könyv: 1376–1385 közötti évek eseményei
- III. könyv: 1386-1388 évek eseményei
- IV. könyv: 1389–1400 évek eseményei

### Ismertebb epizódok

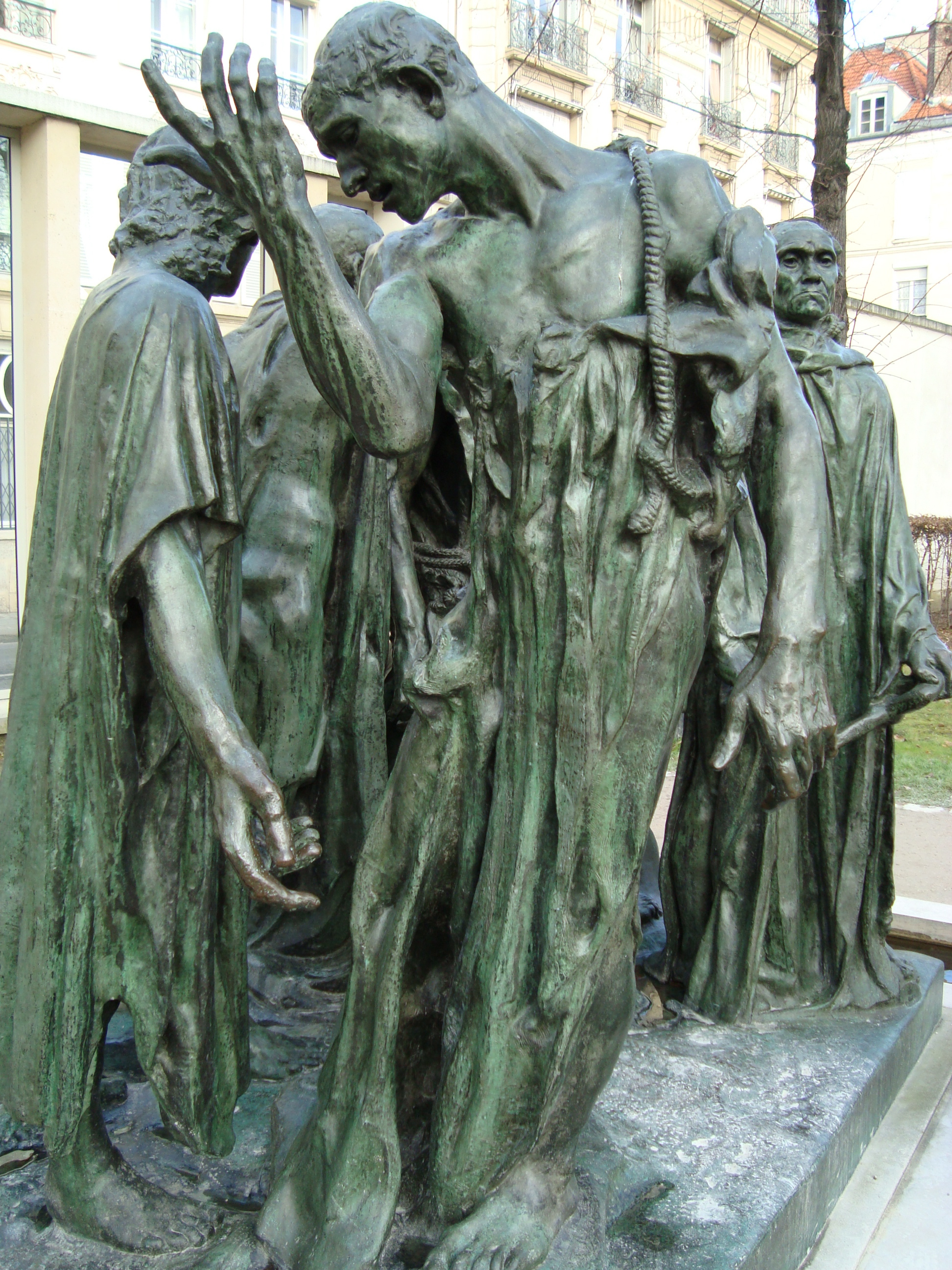
A calais-i polgárok, Auguste Rodin, Musée Rodin de Paris

A legismertebb, és a szépirodalomban (pl. Georg Kaiser), az esszéirodalomban, a komolyzenében valamint a képzőművészetben gyakran feldolgozott epizód a calais-i polgárok oltalomkérése volt, akik darócruhába öltözve, nyakukban kötéllel kiszolgáltatták magukat a várost ostromló III. Edward kénye-kedvének, csak hogy az megkímélje városukat. A király a terhes feleségére való tekintettel mind a várost, mind az önfeláldozó polgárokat megkímélte. Bár a polgárok tettét az önfeláldozás szép példájaként emlegették századokon át, Hahner Péter véleménye szerint azonban a kötéllel a nyakban való megjelenés tulajdonképpen egyfajta engesztelő rítus volt a középkori gondolkodásban, mellyel a király megsértett méltóságának adtak elégtételt. A polgárok ezért nem kockáztattak semmit, mivel ilyenkor az volt a szokás, hogy a sértett fél kegyet gyakorolt. A történet szerepeltetése nyilvánvalóan azt a célt szolgálta, hogy Edward, Froissart patrónusának férje kedvező színben legyen feltüntetve.

### Utóélete
Froissart történeti művét Enguerrand de Monstrelet folytatta 1440-ig. Művét felhasználta Jean de Wavrin is. A Krónika több mint 100 miniatúrát tartalmaz. A legdíszesebb kiadású Krónika a flamand Louis van Gruuthuse tulajdona volt, aki 1470 körül készíttette el a Krónikáját. Az egyik legismertebb illusztrátor Loiset Lyedet volt. Latinra franciából Johannes Sleidanus fordította.

## Krónikája magyarul
- Froissart krónikája; vál., utószó, jegyz. Kulcsár Zsuzsanna, ford. Hap Béla, Szeredi Anna; Gondolat, Bp., 1971; 406 p.

## Froissart Online
- Froissart Krónikája franciául http://users.skynet.be/antoine.mechelynck/chroniq/froiss/F0.htm Archiválva 2007. október 24-i dátummal a Wayback Machine-ben
- Részletek: Flandria helyzete 1337-ben. In: Középkori egyetemes történeti szöveggyűjtemény.